# خوراک (آلبوم)
«خوراک» (به فرانسوی: Gourmandises) آلبومی از هنرمند اهل فرانسه آلیزه ژاکوته است که در سال ۲۰۰۰ میلادی منتشر شد.